# Trubesch (Oka)
Der Trubesch (russisch Трубеж) ist ein 10 km (einschl. Quellfluss Pletenka: 70 km) langer rechter Nebenfluss der Oka in Russland, der die Stadt Rjasan durchfließt. 
Der Trubesch entsteht westlich der Stadt Rjasan am Zusammenfluss der Flüsse Pletenka und Pawlowka. Von hier aus fließt er durch den Norden Rjasans und mündet nach etwa zehn Kilometern rechtsseitig in die Oka.